# Gogeum-myeon
Gogeum-myeon (koreanska: 고금면) är en socken i den sydvästra delen av Sydkorea, 350 km söder om huvudstaden Seoul. Den ligger i kommunen Wando-gun i provinsen Södra Jeolla.  Gogeum-myeon består av huvudön Gogeumdo, två bebodda småöar med totalt 41 invånare (2020) och 13 obebodda småöar.